# Schmöldesee
Der Schmöldesee ist ein etwa 3600 Meter langes und maximal 370 Meter breites Stillgewässer auf dem Gebiet der Gemeinde Heidesee im Landkreis Dahme-Spreewald in Brandenburg. Der südwestlich von Prieros, einem Ortsteil der Gemeinde Heidesee, gelegene Natursee ist Teil der Seenkette Teupitzer Gewässer. Der See liegt zwischen dem nordöstlich gelegenen Huschtesee und dem südwestlich gelegenen Hölzernen See. Südlich des Sees erstreckt sich das 144 ha große Naturschutzgebiet (NSG) Katzenberge, östlich und südöstlich das 436 ha große NSG Streganzsee-Dahme. Östlich fließt die Dahme, ein Nebenfluss der Spree.